# Black Fluoro
Black Fluoro is de naam van een zuigerbehandeling van de crossmotoren van Suzuki van 1999 waarbij de zuigermantel harder werd en beter smeerde.